# Setge de Saraqusta (754)
El Setge de Saraqusta de 754 fou una de les batalles de la Revolta iemenita del Valiat de l'Àndalus.

## Antecedents
Yússuf ibn Abd-ar-Rahman al-Fihrí va enviar a al-Tagr al-Ala, que corresponia als iemenites, a As-Sumayl ibn Hàtim al-Kilabí com a governador de Saraqusta per alliberar-se de la seva enutjosa tutela i per humiliar-los aprofitant la seva feblesa després de la batalla de Tours i les pèrdues d'Avinyó i Nimes i la pèrdua de terreny enfront Alfons I d'Astúries. Al-Sumayl va acceptar de bon grat i va arribar a Saraqusta a 750 durant una gran fam, que duraria cinc anys i començava a fer estralls. Al-Sumayl es va afanyar a socórrer els afamats oblidant les rivalitats entre qaisites i iemenites, però l'escassetat fou tan gran que milers d'amazics van retornar al Magrib, deixant una enorme zona despoblada que va permetre l'avenç territorial d'Alfons I d'Astúries.
Superada la fam van tornar les tensions. Els kalbís iemenites, majoritaris a l'àndalus, no acceptaven la preponderància qaisí i Amir ibn Asur va enviar al califa Al-Mansur un informe sobre la conducta de Yusuf al-Fihri i reclamant el govern. Mentre arribava la resposta i els reforços iemenites, es va fortificar davant Qurtuba per enfrontar-se a Yusuf al-Fihri, qui aconsellat per Al-Sumayl va voler sorprendre'l per matar-lo, però Amir va ser alertat i va fugir a Saraqusta.

## El setge
Malgrat el govern d'As-Sumayl a Saraqusta hi havia bastants iemenites, i Amir ibn Asur amb el suport d'al-Hubáb az-Zuhri van convocar un alçament en nom del califa Al-Mansur, i se'ls van unir fonamentalment iemenites i amazics. Al-Sumayl va enviar contra ells la seva cavalleria, que va ser derrotada i les tropes rebels van assetjar la ciutat, apoderant-se d'ella el 7 de juliol del 753.
Al-Sumayl va demanar auxili a l'emir Yusuf al Fihri que no disposava de tropes per enviar i tement ser derrotat, es va dirigir a la seva tribu Qaisita, comandada per Ubayd Allah ibn Ali i als dos principals caps omeia de la península que disposaven de les divisions sirianes amb les que Balj ibn Bixr al-Quxayrí va governar, Al-Husayn ibn Al-Dachn que es trobava a la cora de Jayyan, i Sulayman ibn Xilah a la cora d'Ilbira, que va liderar l'exèrcit de socors. Al costat dels qaisís anaven també Ubayd Allah Abu Uthman, Abd Allah ibn Jalid i Yusuf ibn Bujt, dels Banu Umayya, que havien combatut a la batalla de Secunda al costat de Yusuf al-Fihri i Al-Sumayl. Juntament amb ells cavalcava Badr, que havia desembarcat a l'Andalus el juny del 754 per demanar als seus clients i parents el govern per a Abd-ar-Rahman I ad-Dàkhil l'últim dels Omeia que va sobreviure a la matança de la família a mans del califa.
Els rebels van retirar el setge al saber de la proximitat de les tropes de socors el 26 de juny del 754.